# Physicist
Physicist – solowy album studyjny kanadyjskiego muzyka Devina Townsenda. Wydawnictwo ukazało się 26 czerwca 2000 roku nakładem wytwórni muzycznej HevyDevy Records. Townsenda w nagraniach wsparli członkowie zespołu Strapping Young Lad, gitarzysta Jed Simon, basista Byron Stroud oraz perkusista Gene Hoglan.

## Lista utworów
Opracowano na podstawie materiału źródłowego.
| Nr  | Tytuł utworu                  | Autorzy                     | Długość |
| --- | ----------------------------- | --------------------------- | ------- |
| 1.  | „Namaste”                     | Devin Townsend              | 3:43    |
| 2.  | „Victim”                      | Devin Townsend              | 3:15    |
| 3.  | „Material”                    | Devin Townsend              | 2:47    |
| 4.  | „Kingdom”                     | Devin Townsend              | 5:54    |
| 5.  | „Death”                       | Devin Townsend, Gene Hoglan | 2:26    |
| 6.  | „Devoid”                      | Devin Townsend              | 1:28    |
| 7.  | „The Complex”                 | Devin Townsend, Gene Hoglan | 3:30    |
| 8.  | „Irish Maiden”                | Devin Townsend              | 2:44    |
| 9.  | „Jupiter”                     | Devin Townsend              | 3:36    |
| 10. | „Planet Rain”                 | Devin Townsend              | 11:08   |
| 11. | „Forgotten” (utwór dodatkowy) | Devin Townsend              | 5:59    |
|     |                               |                             | 46:30   |

## Twórcy
Opracowano na podstawie materiału źródłowego.
| - Devin Townsend - wokal prowadzący, gitara, instrumenty klawiszowe, produkcja muzyczna, inżynieria dźwięku - Jed Simon - gitara - Byron Stroud - gitara basowa, asystent inżyniera dźwięku - Gene Hoglan - perkusja - Matteo Caratozzolo, Paul Silviera - inżynieria dźwięku - Shaun Thingvold - edycja cyfrowa, inżynieria dźwięku |  | - Roger Swan, Sawami Saito, Tracy Turner - asystenci inżyniera dźwięku - Chris Valagao, Marina Reid, Sharon Parker, Teresa Duke - wokal wspierający - Clint Nielsen - oprawa graficzna - Craig Waddell - mastering - Mike Plotnikoff - miksowanie - Gloria Fraser, Tania Rudy - zdjęcia |

## Listy sprzedaży
| Lista  | Kraj    | Pozycja |
| ------ | ------- | ------- |
| Oricon | Japonia | 80      |